# Станіслав Елешкевич
Станіслав Елешкевич (28 лютого 1900 — 14 грудня 1963 року) — польський живописець, вітражист, мозаїст і гравер на склі.

## Біографія
Станіслав Елешкевич — син Валер'яна Елешкевича та Мадлен Петріковської. Навчався в Академії образотворчих мистецтв у Варшаві, а потім в Афінах. Він подорожує до Італії і стає відомим переважно як декоратор вітражів. Він виставлявся в Салоні французьких художників з 1926 року та в Galerie du Montparnasse в 1928 році.
У розлученні з Луїзою Сурдійон він живе зі своєю другою дружиною Клод Марі Сюзанною Мантель у своєму паризькому будинку на вулиці Монпарнас.
Помер у грудні 1963 року у віці 63 років.